# Ursvik

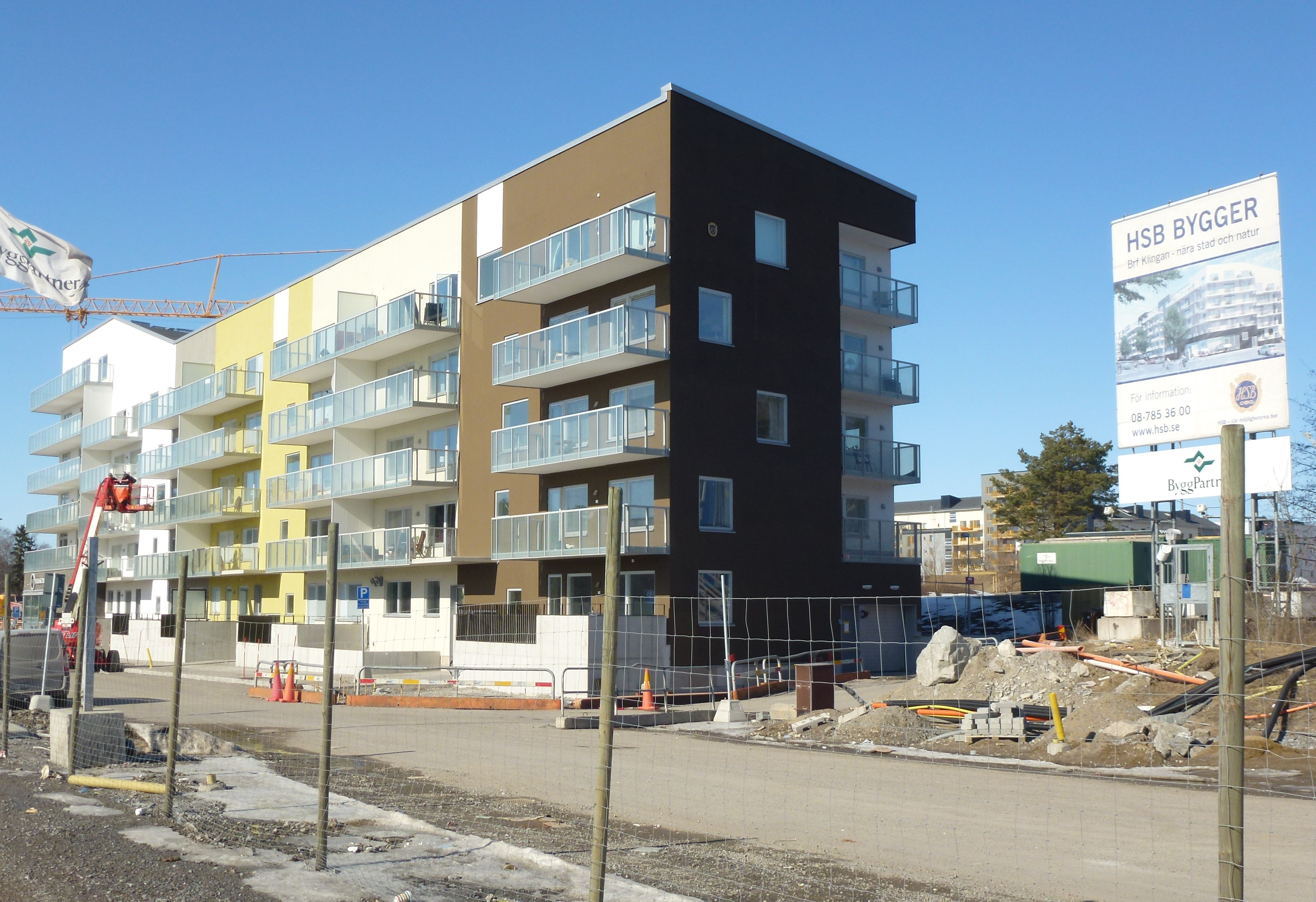
Nybyggnation i Ursvik, 2013.

Ursvik utgör två stadsdelar i  Sundbybergs kommun, Lilla Ursvik och Stora Ursvik.

## Historik

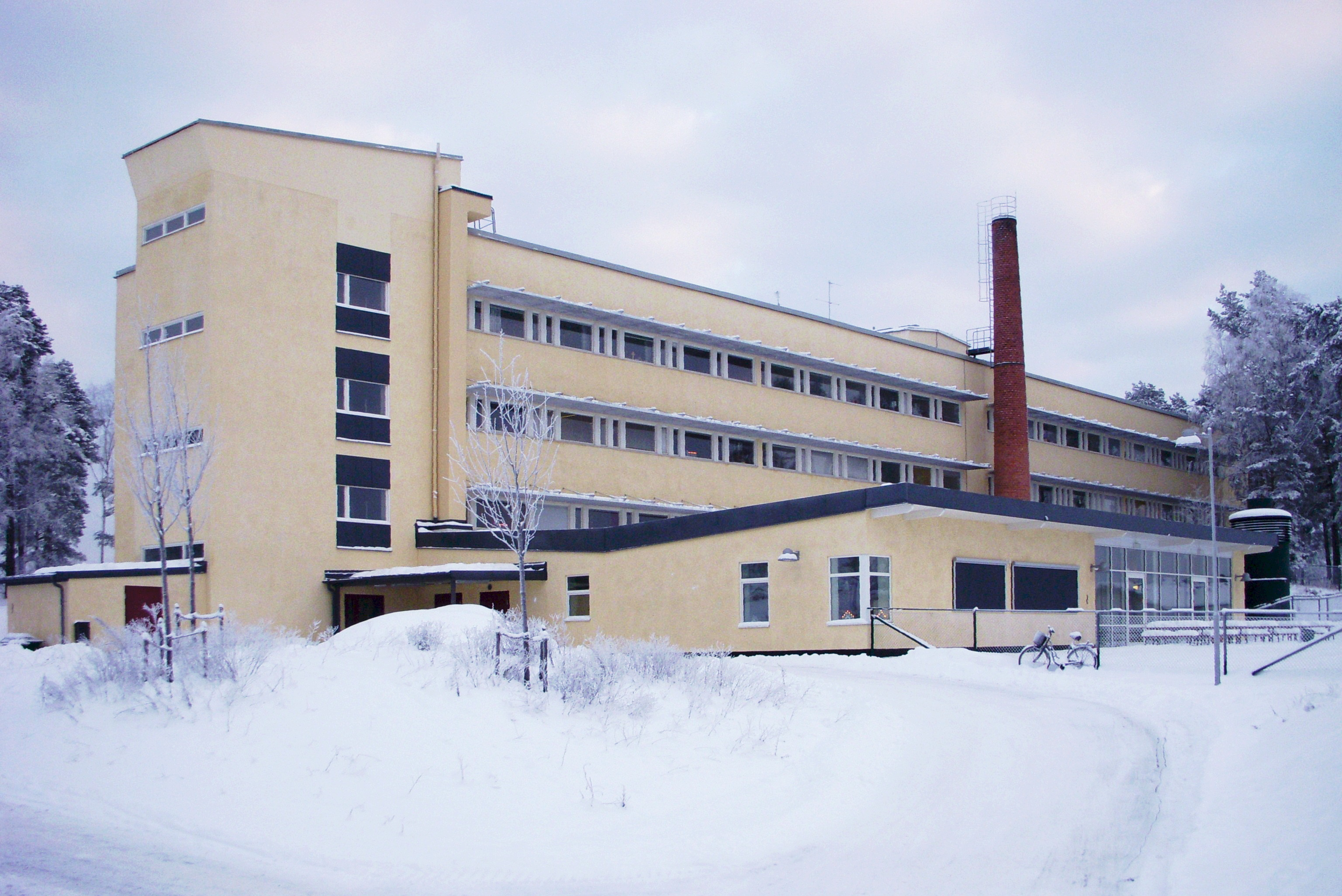
FOA:s gamla kontorsbyggnad i Ursvik. Här finns numera Noblaskolan.

Området gränsar i norr mot Järvafältet och utgörs till stor del av villabebyggelse. Det äldre villaområdet kallas Lilla Ursvik. Försvarsmakten och försvarsforskningen bedrev tidigare verksamhet i Ursvik. 1937 byggdes laboratorier för den då nybildade myndigheten Försvarsväsendets kemiska anstalt, FKA. Myndigheten ombildades 1945 till Försvarets Forskningsanstalt, FOA och 2001 till Totalförsvarets forskningsinstitut, FOI, som flyttade från området 2005. FOA:s verksamhet i Ursvik hade stor betydelse för Svenska kärnvapenprogrammet. Även Tygförvaltningen för Östra Militärområdet låg i Ursvik, med en egen järnväg, Krutbanan. 
Ursvik är känt för skogspartier som kan utnyttjas för rekreation med motionsspår. På området arrangeras varje vår extremlöpartävlingen Ursvik ultra. Det 75 kilometer långa loppet är också SM i trailrunning. En konstgräsplan, hemmaplan för Ursvik IK, anlades. Föreningen har damlag, herrlag och seniorlag samt bedriver en omfattande verksamhet för barn och unga.
Nya bostäder och kontor började byggas i området Stora Ursvik 2006 och beräknas vara färdiga 2027. Nära E18 ligger skolan Ursvikskolan. FOA:s gamla lokaler rymmer Noblaskolan.
Den 11 december 2023 dödades fem arbetare vid en hissolycka på en byggarbetsplats i Ursvik.

## Bilder, Ursviks militärområde

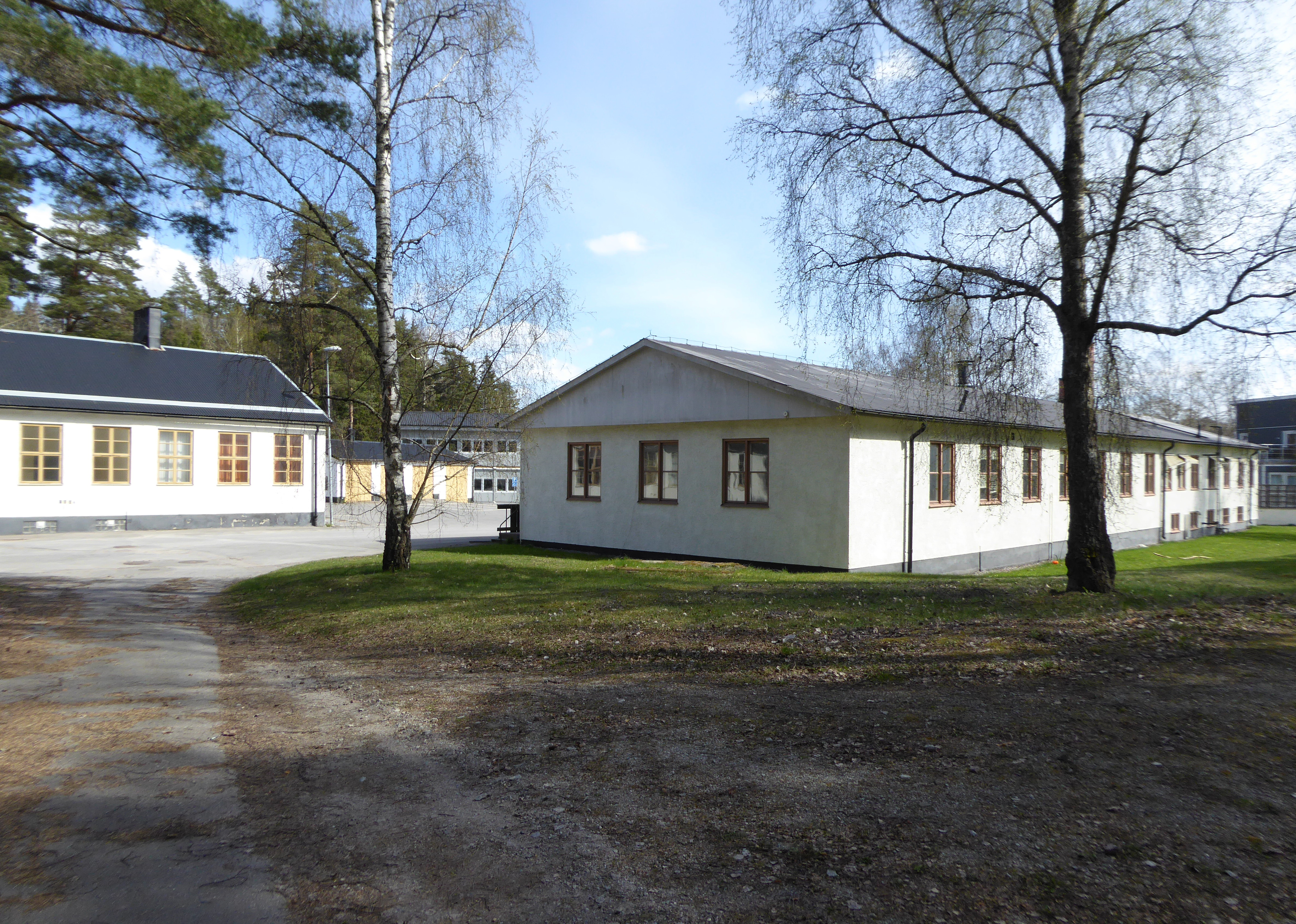
Förläggningar
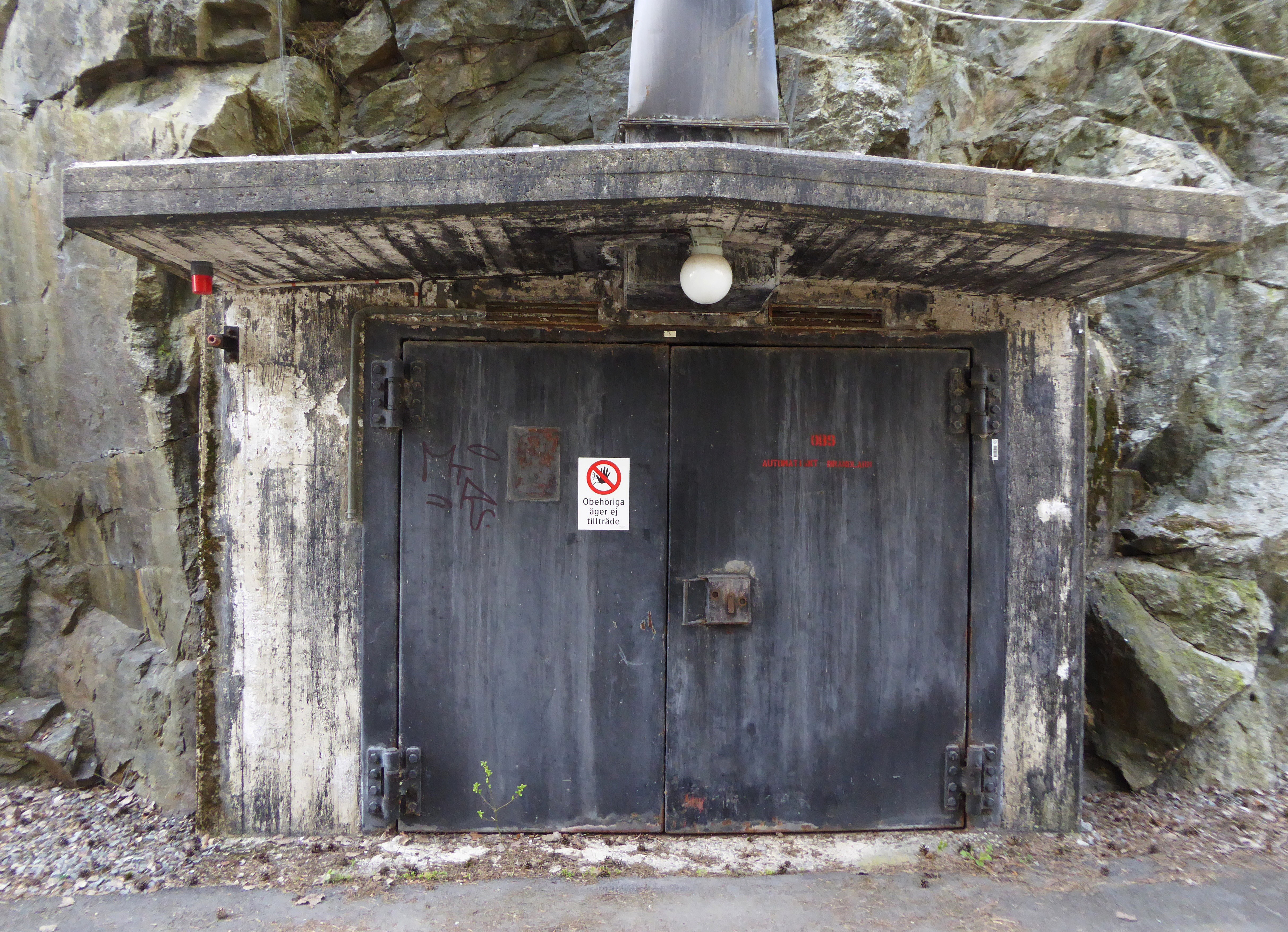
Bunker/skyddsrum
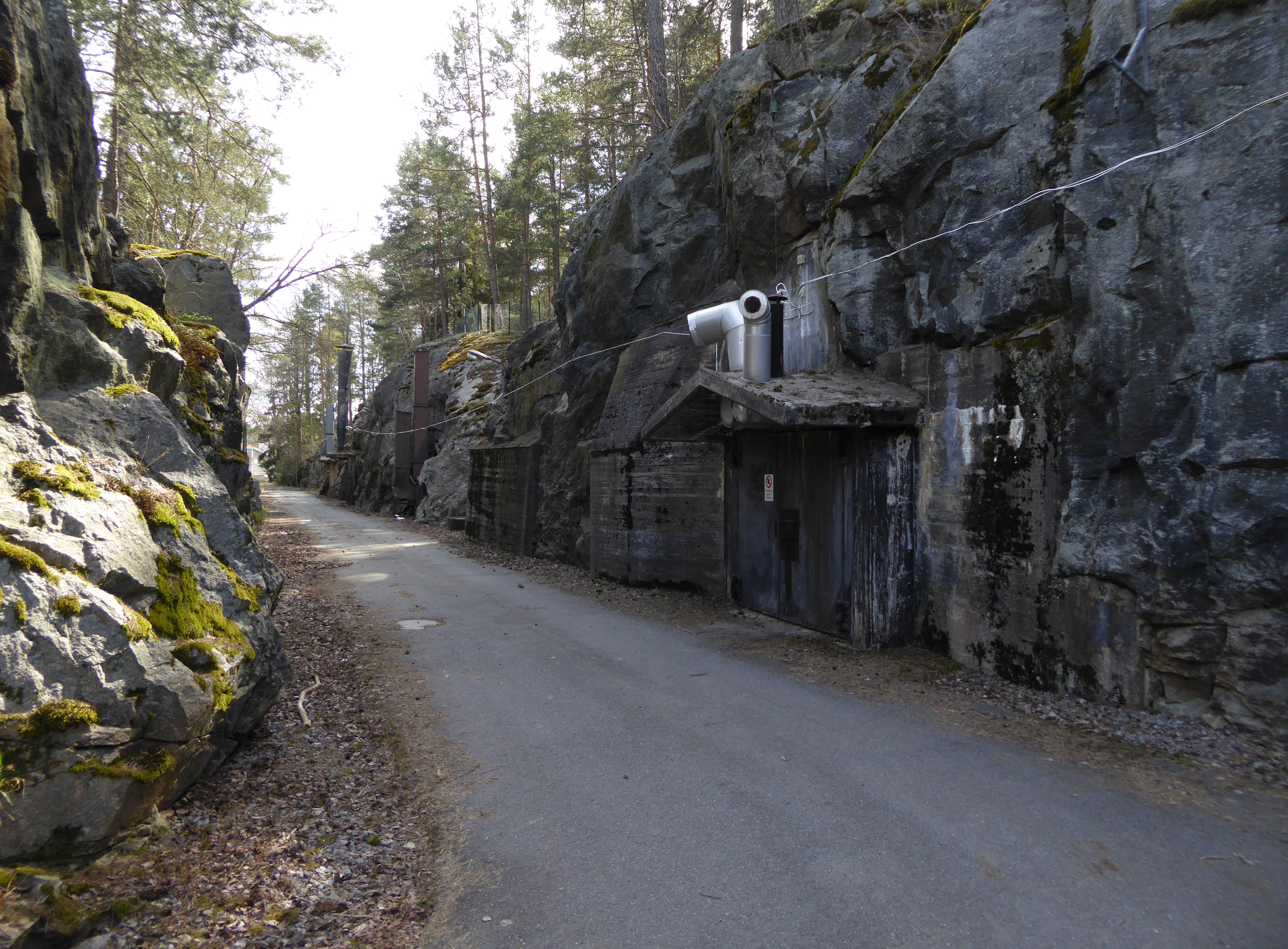
Bunker/skyddsrum
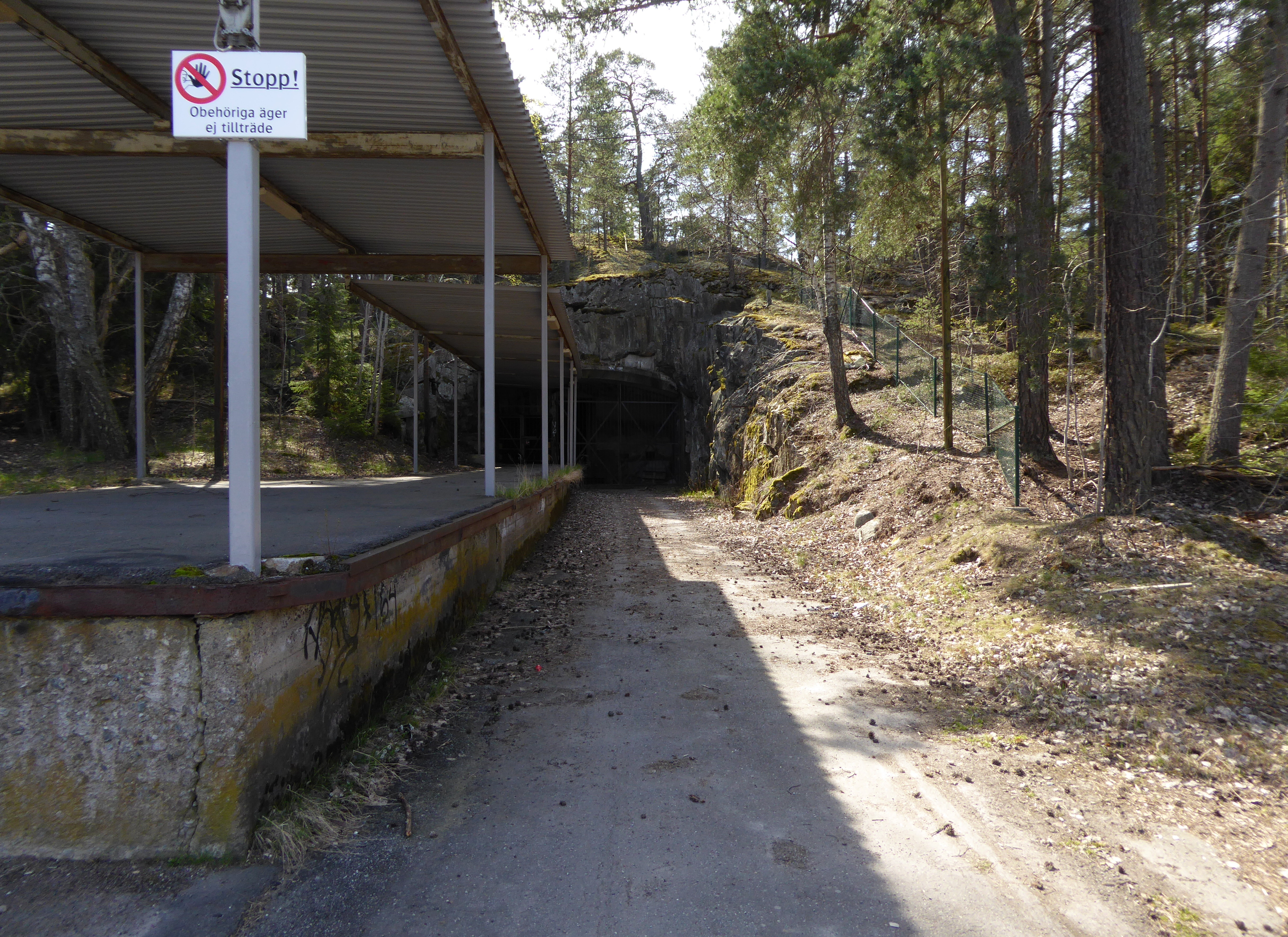
Krutbanans kaj